# Jaak De Boever
Jaak De Boever (* 29. August 1937 in Gottem (Provinz Limburg)) ist ein ehemaliger belgischer Radrennfahrer und nationaler Meister im Radsport.

## Sportliche Laufbahn
De Boever war im Straßenradsport aktiv. 1956 und 1957 siegte er in der Meisterschaft der Interclubs. Von 1960 bis 1973 war er Unabhängiger und Berufsfahrer. 1960 gewann er die Meisterschaft von Flandern in der Klasse der Unabhängigen. 1965 war er bei Roubaix–Cassel–Roubaix, 1966 im Nokere Koerse erfolgreich. 1967 gewann er den Grote Prijs Stad Vilvoorde, 1968 den E3 Harelbeke. 1969 und 1970 gewann er jeweils eine Etappe des Critérium du Dauphiné Libéré und 1969 bei den Quatre Jours de Dunkerque.
Zweiter wurde er im Omloop van het Houtland 1965, im Nokere Koerse 1967 und im Omloop van Midden-Vlaanderen 1969. Dritte Plätze holte er im Circuit des Frontières 1964, im Circuit du Sud-Ouest 1966, im Circuit du Houtland 1972 und in einer Reihe weiterer Eintagesrennen in Belgien.
De Boever bestritt alle Grand Tours.

## Grand-Tour-Platzierungen
| Grand Tour            | 1962 | 1963 | 1964 | 1965 | 1966 | 1967 | 1968 | 1969 | 1970 | 1971 | 1972 | 1973 |
| --------------------- | ---- | ---- | ---- | ---- | ---- | ---- | ---- | ---- | ---- | ---- | ---- | ---- |
| Vuelta a EspañaVuelta | –    | –    | –    | –    | –    | –    | –    | –    | –    | –    | –    | DNF  |
| Giro d’ItaliaGiro     | –    | –    | –    | –    | –    | 47   | DNF  | –    | –    | –    | –    | –    |
| Tour de FranceTour    | 77   | DNF  | –    | –    | –    | –    | –    | 60   | 98   | –    | –    | –    |